# Malek Ouary
Malek Ouary (Ighil Ali, 27 gennaio 1916 – Argelès-Gazost, 21 dicembre 2001) è stato uno scrittore e giornalista algerino.

## Biografia
Dopo le elementari al villaggio, continuò gli studi ad Algeri, dove divenne in seguito giornalista radiofonico a Radio-Algeri. La sua attività giornalistica ha contribuito a far conoscere il patrimonio culturale tradizionale della Cabilia (musica, danze, canti, poesie e racconti). Ha cominciato a raccogliere le produzioni orali della Cabilia nel suo villaggio e poi ha allargato le sue indagini sul resto della Cabilia e tra i cabili emigrati in Francia (Par les chemins d'émigration, reportage preceduto dal Collier d'épreuves [canti e poesie cabili in traduzione], Algeri 1955).
Il nucleo della sua opera letteraria e giornalistica è il suo interesse appassionato per la lingua e la letteratura cabila che egli ha (ri-)scoperto dopo la «rottura integrale» con essa durante i suoi anni di studio ad Algeri. Ricordava infatti che fu la lettura dei Chants berbères de Kabylie di Jean Amrouche a fargli prendere la decisione di dedicarsi con tutte le sue forze alla salvaguardia della cultura cabila e berbera.

## Opere
La sua produzione letteraria ha ottenuto il favore della critica e del pubblico con il suo primo romanzo, Le grain dans la meule (1956). Per continuare la sua attività di giornalista durante la guerra di Algeria, Malek Ouary emigrò a Parigi, dove lavorò all'ORTF. In Francia, dove prese moglie, continuò la sua carriera di giornalista e scrittore pubblicando una raccolta di poesie cabile, Poèmes et chants de Kabylie (1974), e il suo secondo romanzo, La montagne aux chacals (1981).
Alla sua morte aveva da poco terminato il suo terzo romanzo, La robe kabyle de Baya,  e stava scrivendo un saggio sul suo villaggio, Ighil-Ali, durante il periodo di attività missionaria dei Padri Bianchi.
Malek Ouary ha inoltre pubblicato numerosi studi e testimonianze sulla società e la cultura cabile in riviste di divulgazione, in particolare Algeria (Algeri: 1949, 1950, 1951, 1952, 1955).
| Controllo di autorità | VIAF (EN) 51694026 · ISNI (EN) 0000 0001 1472 5537 · LCCN (EN) n82121823 · GND (DE) 143425420 · BNF (FR) cb11918278g (data) |